# Maniac Killer
Pour plus de détails, voir Fiche technique et Distribution.
Maniac Killer est un film d'épouvante français réalisé par Andrea Bianchi et sorti en 1987.

## Fiche technique
- Titre original : Maniac Killer ou Mania[1]
- Réalisation : Andrea Bianchi
- Scénario : Piero Regnoli
- Photographie : Henry Frogers
- Montage : Jean-François Hautin
- Musique : Luis Bacalov
- Effets spéciaux : Tom Anouk, N.B. White
- Production : Marius Lesœur, Daniel-Simon Lesœur
- Sociétés de production : Eurociné
- Pays de production :  France
- Langue de tournage : anglais
- Format : couleurs
- Genre : film d'épouvante
- Durée : 85 minutes
- Dates de sortie : 
  - France : 1987

## Distribution
- Bo Svenson : Comte Silvano
- Suzanne Andrews : Lysia
- Dora Doll : Dorine
- Chuck Connors : Roger Osborne
- Robert Ginty : Gondrand
- Stanley Kapoul : Sam
- Henri Lambert : majordome
- Olivier Mathot : Olivier
- Paulina Adrián
- François Greze
- Robert Ground
- Jesse Joe Walsh
- Jean-Luc Bertin
- Isabelle Rochard
- Jean-René Gossart Harvey

## Production
Le film est tourné à Soisy-sur-École par Eurociné.

## Accueil critique
Selon Nanarland, Maniac Killer n'est pas vraiment un slasher, mais plutôt « un whodunit fuligineux et mollasson qui viendrait assaisonner, telle une mayonnaise rance, les ultimes rogatons d'une épouvante gothique ayant dépassé depuis 40 ans sa date limite de désuétude ».
Pour maniaco-deprebis.com, « Maniac killer est une production typique de la célèbre firme [Eurociné], un petit joyau de nullité mais c'est surtout une bizarrerie qui rappelle par certains points les vieux Bis d'antan, ceux des années 60 et 70 d'où ce charme qui rapidement séduit. Malgré l'hilarité qu'il déclenche Maniac killer se laisse voir sans mal et pourrait même toucher les nostalgiques d'une certaine époque. Voilà toute la magie non pas de cette secte mais du Bis, plus exactement ici, du cinéma de série Z ».